# Lill-Gröningen, Hälsingland
Lill-Gröningen är en sjö i Härjedalens kommun i Hälsingland och ingår i Ljusnans huvudavrinningsområde. Sjön har en area på 0,147 kvadratkilometer och ligger 436 meter över havet.

## Delavrinningsområde
Lill-Gröningen ingår i det delavrinningsområde (686488-145733) som SMHI kallar för Inloppet i Öjingstjärnen. Medelhöjden är 447 meter över havet och ytan är 2,94 kvadratkilometer. Räknas de 3 avrinningsområdena uppströms in blir den ackumulerade arean 9,59 kvadratkilometer. Vattendraget som avvattnar avrinningsområdet har biflödesordning 3, vilket innebär att vattnet flödar genom totalt 3 vattendrag innan det når havet efter 201 kilometer. Avrinningsområdet består mestadels av skog (69 procent) och sankmarker (21 procent). Avrinningsområdet har 0,15 kvadratkilometer vattenytor vilket ger det en sjöprocent på 5 procent.